# Gand-Wevelgem 1969
La Gand-Wevelgem 1969, trentunesima edizione della corsa, si svolse il 16 aprile su un percorso di 233 km, con partenza a Gand e arrivo a Wevelgem. Fu vinta dal belga Willy Vekemans della Goldor-Hertekamp-Herta davanti ai suoi connazionali Roger e Eric De Vlaeminck.

## Ordine d'arrivo (Top 10)
| Pos. | Corridore            | Squadra                   | Tempo    |
| ---- | -------------------- | ------------------------- | -------- |
| 1    | Willy Vekemans       | Goldor-Hertekamp-Herta    | 5h46'03" |
| 2    | Roger De Vlaeminck   | Flandria-De Clercq-Kruger | a 11"    |
| 3    | Eric De Vlaeminck    | Flandria-De Clercq-Kruger | s.t.     |
| 4    | Eric Leman           | Flandria-De Clercq-Kruger | s.t.     |
| 5    | Tony Houbrechts      | Flandria-De Clercq-Kruger | s.t.     |
| 6    | Valère Vansweevelt   | Faema-Faemino             | a 15"    |
| 7    | Harm Ottenbros       | Willem II-Gazelle         | s.t.     |
| 8    | Daniel Van Ryckeghem | Mann-Grundig              | s.t.     |
| 9    | Patrick Sercu        | Faema-Faemino             | s.t.     |
| 10   | Rik Van Looy         | Willem II-Gazelle         | s.t.     |